# Zemplínska Široká
Zemplínska Široká ist eine Gemeinde im Osten der Slowakei mit 1025 Einwohnern (Stand 31. Dezember 2024), die zum Okres Michalovce, einem Teil des Košický kraj, gehört und in der traditionellen Landschaft Zemplín liegt.

## Geographie

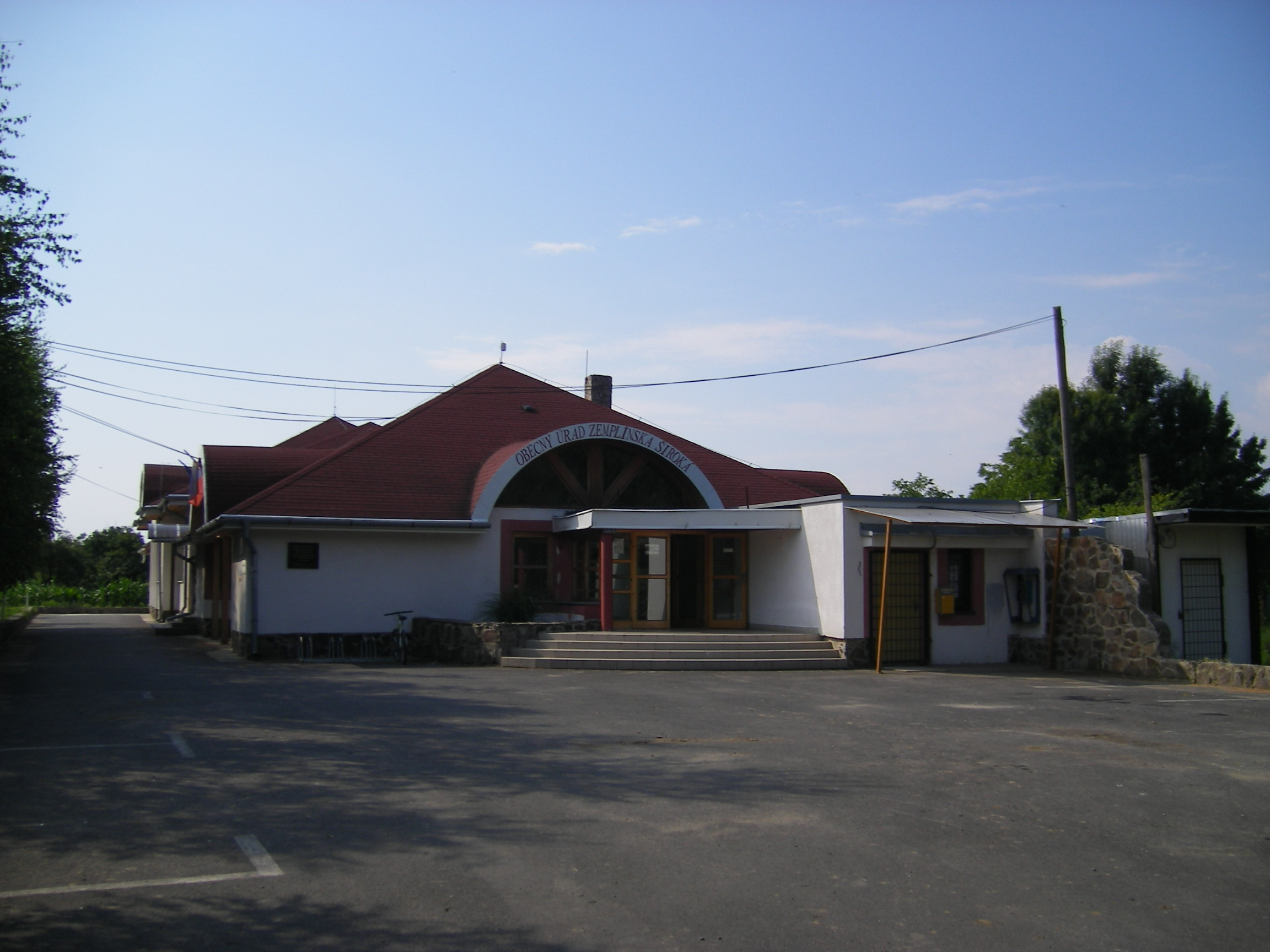
Sitz der Gemeindeverwaltung

Die Gemeinde befindet sich inmitten des Ostslowakischen Tieflands im Einzugsgebiet des Laborec. Das Ortszentrum liegt auf einer Höhe von 109 m n.m. und ist neun Kilometer von Michalovce entfernt.
Nachbargemeinden sind Michalovce im Norden, Čečehov im Nordosten, Iňačovce im Osten, Senné im Südosten, Palín im Süden, Sliepkovce und Žbince im Südwesten, und Lastomír im Westen.

## Geschichte

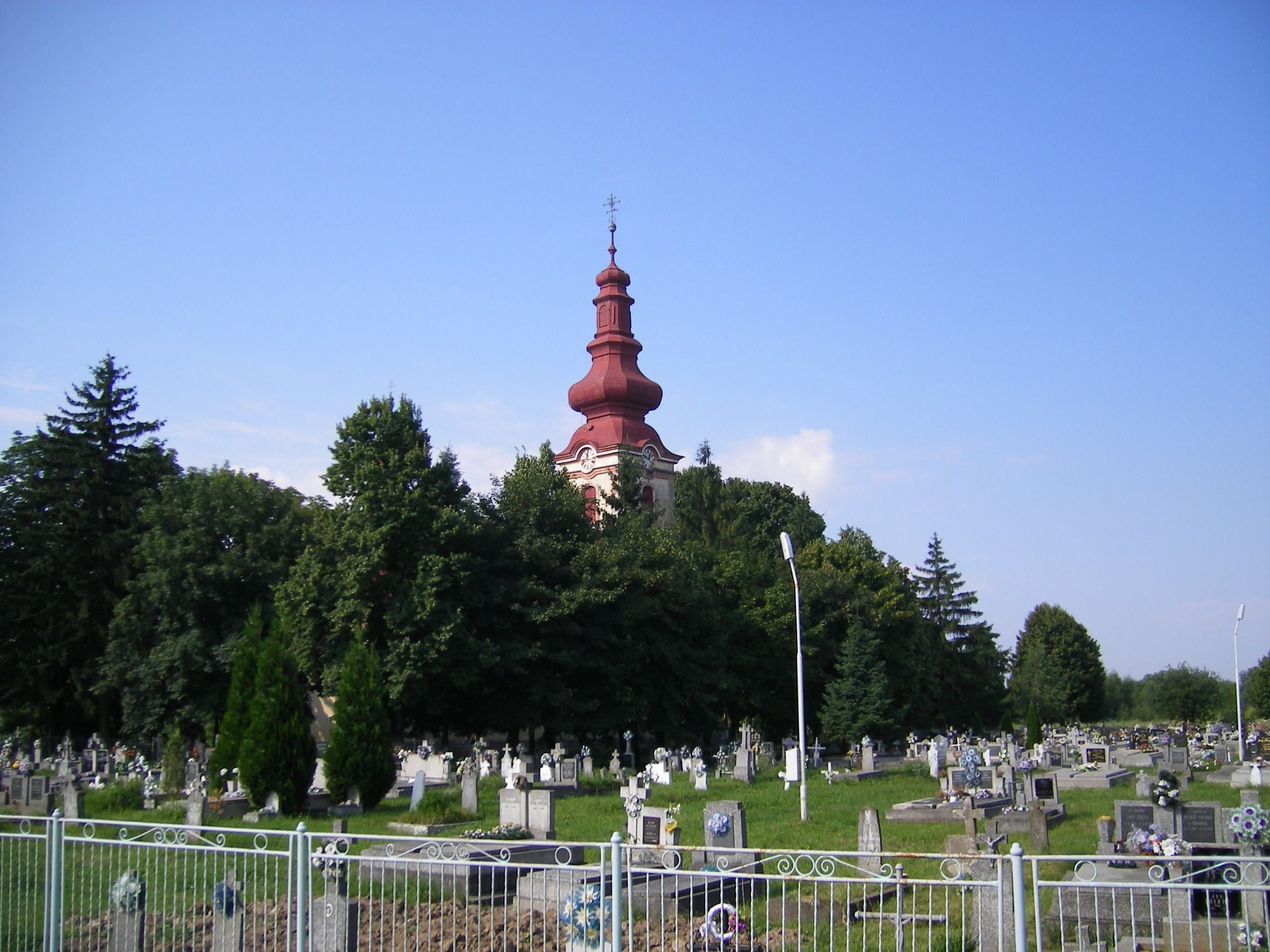
Griechisch-katholische Kirche und Friedhof

Die heutige Gemeinde entstand 1960 durch Zusammenschluss der ehemals selbständigen Dörfer Krášok (ungarisch Kráska) und Rebrín (ungarisch Rebrény – bis 1907 Rebrin). Zuerst hieß sie Rebrín-Krášok, 1961 erhielt sie den heutigen Namen.
Rebrín wurde zum ersten Mal 1266 in einer Urkunde des Erlauer Kapitels als Rebren schriftlich erwähnt und war Teil des Herrschaftsgebiets von Pavlovce. 1427 gab es im Dorf vier Porta. 1828 zählte man 87 Häuser und 518 Einwohner, deren Haupteinnahmequelle Landwirtschaft war.
Krášok wurde zum ersten Mal 1572 als Kraska schriftlich erwähnt und war Besitz des Geschlechts Szirmay. 1828 zählte man 51 Häuser und 371 Einwohner, mehrheitlich in der Landwirtschaft beschäftigt.
Bis 1918/1919 gehörten die im Komitat Ung liegenden Orte zum Königreich Ungarn und kamen danach zur Tschechoslowakei beziehungsweise heute Slowakei.

## Bevölkerung
| Jahr                | 1994 | 2004    | 2014    | 2024    |
| ------------------- | ---- | ------- | ------- | ------- |
| Anzahl der Personen | 816  | 871     | 951     | 1025    |
| Unterschied         |      | +6,74 % | +9,18 % | +7,78 % |

| Jahr                | 2023 | 2024    |
| ------------------- | ---- | ------- |
| Anzahl der Personen | 1027 | 1025    |
| Unterschied         |      | −0,19 % |

Nach der Volkszählung 2011 wohnten in Zemplínska Široká 963 Einwohner, davon 857 Slowaken, 27 Roma, acht Russinen, vier Magyaren, drei Tschechen sowie zwei Ukrainer. 62 Einwohner machten keine Angabe zur Ethnie.
295 Einwohner bekannten sich zur römisch-katholischen Kirche, 282 Einwohner zur griechisch-katholischen Kirche, 140 Einwohner zur orthodoxen Kirche, 34 Einwohner zur reformierten Kirche, 10 Einwohner zur Evangelischen Kirche A. B., neun Einwohner zu den Zeugen Jehovas, drei Einwohner zur Pfingstbewegung und zwei Einwohner zu den Siebenten-Tags-Adventisten. 78 Einwohner waren konfessionslos und bei 110 Einwohnern wurde die Konfession nicht ermittelt.

### Persönlichkeiten
- Joseph Hertz  (* 1872 in Rebrin; † 1946 in London), Oberrabbiner der Vereinigten jüdischen Gemeinden des britischen Commonwealth

## Bauwerke
- griechisch-katholische Peter-und-Paul-Kirche im gemischten barock-klassizistischen Stil aus dem Jahr 1802
- orthodoxe Kirche im historisierenden Stil aus dem Jahr 1934